# Földes Gábor (színművész)
Földes Gábor (Budapest, 1923. május 31. – Győr, 1958. január 15.) Jászai Mari-díjas magyar színész, rendező, az 1956-os forradalom mártírja.

## Élete a forradalomig
Budapesten született zsidó családban. Később szüleivel és anyai nagyszüleivel Mosonmagyaróvárra, később Hévízre költöztek, ahol elvégezte az elemi iskolát. A keszthelyi premontrei gimnáziumban érettségizett 1941-ben. A zsidótörvények miatt elsőre nem vették fel a Színművészeti Akadémiára. Egy pesti nyomdában dolgozott betűszedőként. 1944-ban munkaszolgálatra hívták, ahonnan visszaszökött Budapestre. A nyilas uralom utolsó napjait egy védett házban, svájci védlevéllel vészelte át. 1949-ben színészként diplomázott a Színház- és Filmművészeti Főiskolán. Ezt követően színész-rendező a Bányász Színházban illetve Honvéd Színházban, később főrendező a Győri Kisfaludy Színházban. 1945-ben tagja lett a Magyar Kommunista Pártnak, majd belépett az abból alakult MDP-be.
1953-ban Nagy Imre miniszterelnök reformpolitikájának lett a híve. Részt vett a budapesti Petőfi Kör több vitáján, ennek hatására alakította meg a győri Petőfi Kört.

### Családja
1951-ben megnősült, egy gyermeke született. Felesége Földes Gáborné (Ungvári Irma) az 1960-as évektől a Vígszínházban dolgozott mint fodrász.

## Szerepe a forradalomban

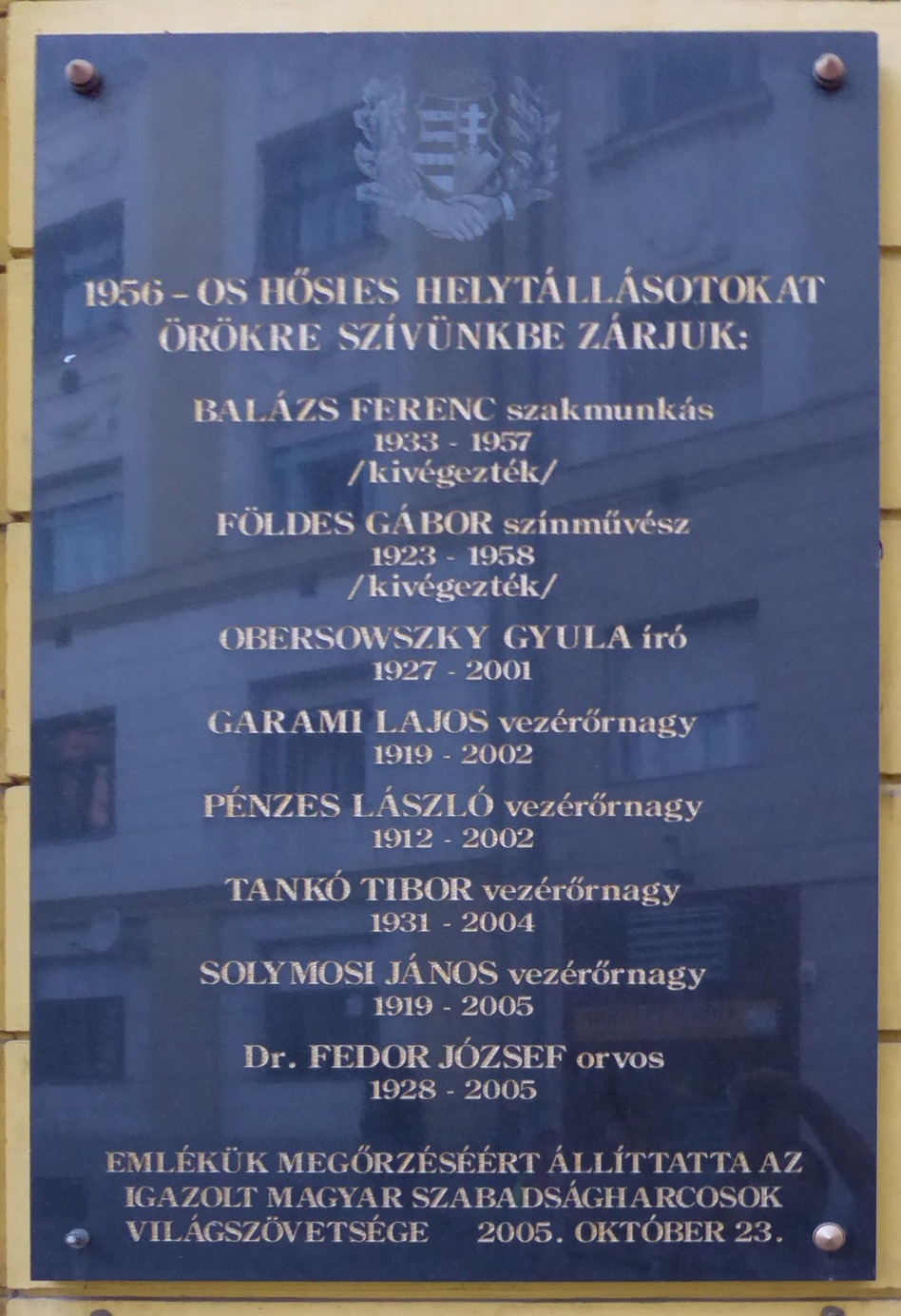
Földes Gábor emléktáblája Budapesten, a Corvin mozi falán

Miután Budapesten kitört a forradalom, Győrött is hasonló megmozdulások kezdődtek. Október 25-én tüntetésre került sor, amelyben a színház többi tagjának élén Földes is részt vett. Beszédet is tartott, amelyben hitet tett Nagy Imre és politikája mellett, valamint az ország szuverenitása érdekében követelte a szovjet csapatok azonnali kivonását. A megyei börtön előtt rálőttek a tömegre, ezt követően mindenáron igyekezett a vérontást megakadályozni.
Másnap részt vett a Győri Nemzeti Tanács megalakításában, amiben ő lett az értelmiségi tanács elnöke. Délután Szigethy Attila megbízta, hogy Mosonmagyaróváron vegye elejét a további vérontásnak. Miközben a laktanyában a katonákkal tárgyalt, a tömeg beözönlött a kapun. Hiába próbált több helyről is erősítést szerezni. Letartóztatta a parancsnok politikai helyettesét, akit a városházán átadott a nemzeti tanácsnak, két másik katonatisztet pedig – azok kérésére – elvitt gépkocsijával Győrbe. 27-én megbízták a győri rádió adásainak politikai ellenőrzésével.
Október 28-án Szigethy Attila egy szélsőséges tüntetés hatására lemondatta pozíciójáról, aminek hatására átmenetileg visszavonult és csak a szovjet csapatok november 4-ei támadása után tért vissza a politikai életbe. Felvette a Hazánk című lap szerkesztőivel a kapcsolatot, cikkeket is írt. Színházi rendezvényekkel próbálta ébren tartani a forradalom eszméjét. (Utolsó bemutatója 1957. április 16-án volt. Guy de Maupassant Fogadósné a határon című darabját rendezte.) Mindezek miatt 1957. május 3-án letartóztatták, majd halálra ítélték. Hiába járt közben érdekében Magyarország számos híres színművésze, az ítéletet 1958. január 15-én végrehajtották.
1990-ben, akárcsak a többi '56-os elítéltet, őt is rehabilitálták.

## Színházi munkáiból
A Színházi adattárban regisztrált bemutatóinak száma: rendező-25; színész-10.

### Színész
- Mándi Éva: Vetés (Marci)[8]
- Sándor Kálmán: A harag napja (Sós Ferenc)[9]
- Rahmanov: Viharos alkonyat (Kuprijanov)
- Herczeg Ferenc: Bizánc (Dukasz)[10]

### Rendezései
- Szofronov: Moszkvai jellem[11]
- Jókai Mór–Hevesi Sándor: A kőszívű ember fiai
- George Bernard Shaw: Szerelmi házasság
- Katona József: Bánk bán
- Fast: Harminc ezüstpénz
- Urbán Ernő: Tűzkeresztség
- Illyés Gyula: Fáklyaláng
- George Bernard Shaw: Pygmalion
- Bródy Sándor: Tanítónő
- Strozzi: Játék és valóság
- Iszajev-Galics: Nem magánügy
- Herczeg Ferenc: Bizánc
- Karel Čapek: Édesanyám
- Eduardo de Filippo: Vannak még kísértetek
- Bartha Lajos: Szerelem

## Emlékezete
Győrben az Árpád úton, az egykori munkahelye a régi színházépület falán 2004 októberében Sándor József Péter által készített csempeportré lett elhelyezve.

## Díjai, elismerései
- Jászai Mari-díj (1956)